# 3×3 Eyes
3×3 Eyes (サザンアイズ, Sazan aizu) est un manga écrit et dessiné par Yūzō Takada. Il a été prépublié entre décembre 1987 et octobre 2002 dans les magazines Young Magazine Pirate Edition puis Young Magazine, et a été compilé en un total de quarante tomes. La version française est éditée en intégralité par Pika Édition.
La série a été adaptée en anime sous forme de deux séries d'OAVs. De nombreux produits dérivés ont également vu le jour.
Le manga a reçu le prix du manga de son éditeur Kōdansha dans la catégorie Shōnen en 1993.

## Synopsis
L'histoire commence en 1987, à Tokyo. Yakumo Fujii, 16 ans, se rend à son travail (un bar de travestis) lorsqu'il percute une jeune fille en haillons se trouvant au milieu de la route.
Ayant ramené la jeune fille sur son lieu de travail, il découvre alors qu'elle était à sa recherche. Elle lui remet une lettre de son père, le professeur Fujii, ethnologue spécialisé dans les légendes, et lui apprend qu'il est mort depuis 4 ans. Dans cette lettre, son père dit à Yakumo que cette fille, Paï, est la dernière descendante du peuple Sanjiyan Unkara, qui maîtrise l'immortalité. Le plus grand rêve de Paï est de devenir humaine. Ne pouvant réaliser ce vœu, le professeur Fujii demande à son fils de bien vouloir le faire à sa place et donc de voyager pour Hong-Kong afin d'y récupérer une mystérieuse statue. À la lecture de cette lettre, Yakumo est en colère considérant que son père a totalement perdu la raison et que sa mère a eu raison de le quitter.
Pendant ce temps un malheureux ayant ramassé, pendant l'accident la canne de Paï, examine celle-ci et libère Takuhi, oiseau géant à tête humaine, ami de Paï, qui, apeuré par la ville, commence à semer la pagaille. Cela donne évidemment lieu à un flash spécial à la télévision, et Paï court alors essayer de calmer son ami, suivie par Yakumo. Mais Takuhi a trop peur pour reconnaître Paï et l'attaque. Yakumo s'interpose et se fait transpercer le cœur par les griffes de Takuhi. Voyant cela, Paï refuse que Yakumo meure et, sous les yeux incrédules de Yakumo mourant, un troisième œil s'ouvre sur le front de Paï et il « aspire » l'âme de Yakumo qui s'évanouit. En fait, la Sanjiyan Parvati (l'autre personnalité de Paï) vient de faire de Yakumo son wu, guerrier immortel à son service. Takuhi, reconnaissant finalement sa maîtresse, disparaît et rentre dans sa canne.
Au matin, Yakumo se réveille, indemne, Paï endormie près de lui. Sur son front est apparu un symbole, le caractère du néant. À partir de ce moment, Yakumo est devenu totalement immortel : quoi qu'il arrive, et tant que Paï est en vie, son corps se régénère. Paï se réveillant, il lui promet de la rendre humaine. Mais le pouvoir de la Sanjiyan Unkara attire bien des convoitises parmi les monstres et démons de toutes catégories et c'est pourquoi Paï et Yakumo devront se battre pour réaliser leur rêve.

## Personnages
Pai Ayanokōji (綾小路 パイ, Ayanokōji Pai) / Parvati IV (パールバティー四世, Pārubatī Yonsei)
Doublage par Megumi Hayashibara
Paï est la dernière des Sanjiyan Unkara. Cependant elle a deux personnalités : Paï et Parvati, 4e du nom. Son seul rêve est de devenir humaine. Pour cela cependant il lui faut la Statue des Hommes, convoitée par de nombreuses personnes. Même si elle a deux personnalités, les deux communiquent parfois (échange d'informations notamment).
Paï est d'un naturel très joyeux, elle ne se laisse pas faire. Par amour pour Yakumo, et contre l'avis de Parvati, elle partira seule se battre contre Bénarès à la fin du premier cycle. Elle est d'une très forte naïveté qui fait d'ailleurs son charme, et est d'une très grande gentillesse. Parvati est aussi amoureuse de Yakumo mais n'en fait rien paraitre.
Yakumo Fujii (藤井 八雲, Fujii Yakumo)
Doublage par Kōji Tsujitani
Délaissé par son père Hajimme Fujii, archéologue qu'il qualifie de fou, Yakumo a longtemps vécu seul, et travaille initialement dans un bar de travestis. La rencontre avec Paï, qui le cherchait, lui le fils du professeur Fujii, va changer sa vie.
Devenu immortel par la magie de la Sanjiyan Unkara, il refusera au départ de partir à l'aventure, voulant garder sa vie habituelle. Mais les événements le contraignent à suivre Paï. Ce n'est que petit à petit qu'il s'aperçoit qu'il l'aime plus que tout. Il dira d'ailleurs : « je crois que tout le monde a, dans sa vie, quelqu'un de plus important que lui-même, non ? Et pour moi, cette personne, c'est Paï ».
Après la disparition de cette dernière à la suite du combat contre Bénarès, il partira arpenter le Tibet et la Chine, cherchant sans relâche Paï. Puis, pour lutter contre Bénarès et le Roi Maudit, il sera obligé, à contrecœur, de devenir de plus en plus puissant. Au cours de sa quête, il apprendra à maîtriser de nombreux animaux-maîtres (créatures donnant des pouvoirs et se nourrissant de l'énergie de leur maître, ce qui n'est pas un problème pour un immortel !).
À noter qu'il devient particulièrement puissant lorsque Paï est en danger. Devenu très puissant, il arrivera même à fusionner avec le mage Maduray.
Yakumo n'est pas aveugle, bien qu'il garde tout le temps ses yeux fermés. En fait, Yūzō Takada voulait que Yakumo apparaisse comme un garçon ordinaire, et il dessina Yakumo comme un Asiatique stéréotypé, avec des yeux bridés. Il ne les ouvre que très rarement, lorsqu'il est surpris ou en colère.
Bénarès  (ベナレス, Benaresu)
Doublage par Akio Ōtsuka
Immortel également, il est le wu du Roi Maudit Kigan (lui aussi Sanjiyan). Son seul but est la résurrection de son maître, enfermé par Paï dans la Pierre sacrée depuis 300 ans au terme d'un terrible combat contre son propre peuple dont Paï est la seule autre survivante.
Il a une puissance immense, et ne recule devant aucune ruse pour arriver à ses fins.
Lin Lin (李 鈴鈴, Ri Rinrin)
Doublage par Ai Orikasa
Employée de la Yogeki Sha, son seul but dans la vie semble être gagner de l'argent. Elle n'hésite pas pour cela à exploiter et utiliser sans vergogne ceux et qu'elle peut. Cependant, elle n'hésite pas non plus à aider Yakumo et Paï quand besoin est.
Honnyan
Petite fille dont la deuxième apparence est Ranpaopao, impitoyable et sanguinaire. D'abord aux ordres d'un ennemi de Paï, elle est ensuite séduite par la gentillesse de celle-ci, et décide de la suivre. Pour Paï, elle n'hésitera pas à lutter contre Bénarès alors qu'elle n'a aucune chance. Elle ne parle que peu, et très souvent uniquement par grognements.
Khan
C'est un camelot des mages. Il vend des objets magiques en tout genre. Il voue une haine féroce à Yakumo a qui il pardonnera. Cependant, il les accompagnera dans leur aventures.
Il est amoureux de Yoko Ayanokoji.
Yōko Ayanokōji (綾小路 葉子, Ayanokōji Yōko) / Hōashio (化蛇)
Surnommée Phabo par ses amies, Hoashio était le losange sur le front de paî dans tout le deuxième cycle, ce qui fit perdre la mémoire à cette dernière.
Finalement, Yoko aura une apparence humaine mais découvrira qu'elle a des pouvoirs cachés et que quand elle le veut, elle se transforme en mi-serpent mi-humaine.
Hoashio a trahi Bénarès pour on ne sait quelle raison et tombera petit à petit amoureuse de Khan qui éprouve les mêmes sentiments à son égard.
Takuhi (橐[非巴] ou タクヒ)
Gigantesque oiseau à tête humaine, c'est le plus fidèle ami de Paï. La race de cet oiseau assez incroyable réside en Terre Sainte, le territoire des Sanjiyan Unkara. C'est lui qui, affolé, tuera Yakumo et forcera la Sanjiyan à utiliser sa magie pour rendre Yakumo immortel. En général il réside, sous forme d'un petit oiseau, dans la canne de Paï. Il sera tué par le monstre Ryôko lors de l'opération pour récupérer la Statue des Hommes.
Yoriko
Maître des illusions, Yoriko est très timide et considère Yoko comme sa "Grande Sœur".
Kimie Shikojie
Travesti et patronne du bar dans lequel travaillait Yakumo, elle a été un peu comme la mère de Yakumo lorsque celui-ci se soit fait délaissé par ses parents quand il était jeune.
Klouh
Ce prénom étant donné par Yakumo, Klouh est une niveau D (dans la planète d'Amalah elles sont classées par niveau de beauté) sur le point de mourir elle est sauvée par Yakumo et décide de suivre celui-ci, elle est plutôt utilisée comme moyen de transport par Yakumo et se révèle très utile quand on a besoin d'elle.
Wukai
Ancienne Chef Dragon de Bénarès, elle s'est fait renier par celui-ci et rejoint le camp de Yakumo, qui lui a sauvé la vie.
Elle semble être amoureuse de lui.
Meishin  (龍 美星, Ron Meishin)
Doublage par Mayumi Tanaka
Amie de longue date de Yakumo et de Pai, elle est la fille de Steve Long et a, pendant un moment, fait partie de la Yogeki-Sha.
Au début de la série, elle avait un accent chinois et vers le tome 34, elle le perd.
Ushas
Survivante des Sanjiyan Unkara, Ushas est particulièrement belle mais s'est fait défigurer par un prototype raté.
Son wu s'appelle Amalah. Elle est la mère du Kayan-Wan Shiva.
Elle s'est faite éjectée par l'ancien Kayan Wan dans l'Andaka, dont elle devient la déesse car elle a créé toutes les planètes et tous les êtres vivants qui y vivent.
Elle mourra car son état de santé devint grave.
Jake McDonald
Doublage par Houchu Ohtsuka
Un chasseur de trésor à la recherche du secret de l'immortalité que gardent les Sanjiyans.
Il cherche l'immortalité pour sa fiancée malade à Los Angeles.
Amalah
Il est le wu d'Ushas et est particulièrement fort. En voulant protéger Ushas, il a transformé son corps en planète et ne se montre sous sa vraie forme qu'en illusion.
Kawai
C'est une copie de Parvati fabriquée par le Kayan-Wan Shiva pour reformer le trio pour la cérémonie d'humanisation.
Elle manque de stabilité émotionnelle car son départ a été précipité.

## Manga

### Publication
Le manga est d'abord prépublié dans le Young Magazine Pirate Edition, édité par Kōdansha, à partir du 14 décembre 1987, jusqu'au 10 avril 1989. À partir du 24 avril 1989, le manga change de magazine, et est prépublié dans le Young Magazine. Le premier volume est publié le 17 octobre 1988, et un nouveau volume sort en moyenne quatre mois après le précédent. La série continue ainsi pendant plus de 15 ans à être publiée, et s'acheve finalement en octobre 2002, pour un total de 40 volumes.
La version française est d'abord publiée par l'éditeur Manga Player à partir de 1995 dans leur magazine de prépublication éponyme, et le premier tome est sorti en mai 1997. La publication s'est poursuivie jusqu'au dixième volume sorti fin 1999, peu avant l'arrêt complet de l'activité éditoriale de Manga Player. Cependant, Pika Édition a repris la série et réédite tous les tomes déjà sortis à commencer du premier, en novembre 2000. Puis la publication continue à suivre un rythme assez irrégulier, et Pika a finalement clos la série en mai 2005 en sortant le quarantième et dernier tome de 3×3 Eyes.

### Les différentes parties du manga
Premier cycle [tomes 1 et 2]
Ce cycle commence en 1983, avec les derniers instants du professeur Fujii promettant à Paï de la rendre humaine. Il se poursuit en 1987, avec la rencontre entre Paï et Yakumo, puis la transformation de celui-ci en immortel. Ce cycle se termine sur la disparition de Paï, partie combattre Bénarès, et la décision de Yakumo de la chercher, quel que soit le temps qu'il lui faudra.
Deuxième cycle : la légende de Seima [tomes 3 à 5]
Ce cycle commence 4 ans après la fin du premier cycle. Yakumo retrouve finalement Paï, mais celle-ci a totalement perdu la mémoire. Ce cycle se termine en Terre Sainte avec la destruction de la pierre sacrée contenant l'âme du Roi Kigan.
Troisième cycle : l'ère du roi maudit [tomes 6 à 11]
Ce cycle commence par le retour de Paï, jusqu'alors restée en Terre Sainte. Il se poursuit par la lutte contre le clan Hyoma. On y apprend également beaucoup de choses sur les Sanjiyan Unkara, ainsi que la façon de les changer en humains. Le cycle se conclut sur le retour de Bénarès, en grande forme, preuve que le Roi Kigan est toujours vivant.
Quatrième cycle : la légende de Trinetra [à partir du volume 12]
Dans ce cycle, Yakumo et Paï se mettent à chercher des moyens de vaincre Bénarès. Pour cela, ils se rendent en Angleterre pour trouver le descendant du mage Maduray qui, il y a longtemps, enferma Bénarès.

### Le manga à travers le monde
- Carlsen Comics
- Star Comics
- Young Movie Comics
- Planeta DeAgostini Comics
- Dark Horse Comics
- Level Comics
- Comics House

### Suites
Une suite intitulée 3×3 Eyes: Genjū no Mori no Sōnansha (3×3EYES 幻獣の森の遭難者) est publiée sur le site web Young Magazine Kaizokuban (rebaptisé e Young Magazine en 2015) entre décembre 2014 et août 2016,. Le manga comporte un total de quatre tomes.
Une deuxième suite intitulée 3×3 Eyes: Kiseki no Yami no Keiyakusha ((3×3EYES 鬼籍の闇の契約者) a débuté le 22 décembre 2016 sur le magazine en ligne e Young Magazine,. Il est ensuite transféré dans le Monthly Young Magazine le 20 février 2019. La série est entrée dans sa dernière phase en septembre 2021, et approche de son climax en août 2022.

## OAV

### Présentation
Une première série de quatre OAVs d'environ 30 minutes chacune intitulée 3×3 Eyes a vu le jour en 1991 et 1992. Suite directe de la première, une deuxième série de trois OAVs d'une durée de 45 minutes chacune est diffusée en 1995 et 1996, intitulée cette fois-ci 3×3 Eyes ~Seima Densetsu~. Ces deux séries reprennent le début du manga jusqu'au cinquième volume.
En France, Manga Video a sorti en 1991 deux VHS de 60 minutes reprenant la première OAV. Kazé a ensuite sorti un coffret collector DVD en 2005 de la série limité à 6000 exemplaires comprenant : deux DVD contenant chacun une série d'OAV en VF / VOSTFr, une dizaine de cartes illustrées collector, un livret de 16 pages sur la série, et le premier tome du manga incomplet en édition spéciale. Kazé a ensuite sorti en novembre 2007 un nouveau coffret collector DVD avec une nouvelle version française.

### Liste des OAV
| No | Titre français  | Titre japonais | Titre japonais | Date de 1re diffusion |
| No | Titre français  | Kanji          | Rōmaji         | Date de 1re diffusion |
| -- | --------------- | -------------- | -------------- | --------------------- |
| 1  | Renaissance     | 転生の章       | Tensei no Shō  | 25 juillet 1991       |
| 2  | Yakumo          | 八雲の章       | Yakumo no Shō  | 26 septembre 1991     |
| 3  | Le démon volant | 採生の章       | Saisei no Shō  | 23 janvier 1992       |
| 4  | Contre-temps    | 迷走の章       | Meisō no Shō   | 19 mars 1992          |
| 5  | Le réveil       | 末裔の章       | Matsuei no Shō | 25 juillet 1995       |
| 6  | La clé          | 鍵の章         | Kagi no Shō    | 18 décembre 1995      |
| 7  | Le retour       | 帰還の章       | Kikan no Shō   | 25 juin 1996          |

### Anime comics
Une version anime comics en couleurs de la série est éditée par Kōdansha, en sept volumes, chaque volume reprenant une OAV de la série.

## Produits dérivés

### Jeux vidéo
Il existe de nombreuses adaptations en jeux vidéo de 3×3 Eyes :
- 3×3 Eyes: Seima Kōrin-den (サザンアイズ聖魔降臨伝?), jeu de rôle sorti sur Super Famicom le 28 juillet 1992
- 3×3 Eyes: Seima Densetsu (聖魔伝説サザンアイズ?), jeu de rôle sorti sur Mega-CD le 23 juillet 1993
- 3×3 Eyes: Sanjiyan Henjyo (サザンアイズ～三只眼變成～?), jeu d'aventure sorti sur :
  - PC-9801 et FM Towns le 5 février 1993
  - PC-Engine SCD/ACD le 8 juillet 1994
  - Windows 95 le 9 février 1996
  - Windows98/2000/Me/XP le 28 février 2003
- 3×3 Eyes: Kyūsei Kōshu (サザンアイズ～吸精公主～?), jeu d'aventure sorti sur :
  - Windows 3.1 le 28 avril 1995
  - PlayStation le 11 août 1995
  - Saturn le 19 avril 1996, sous le nom 3×3 Eyes: Kyuusei Koushu S
  - Windows 95 en 1996
  - Windows98/2000/Me/XP le 28 février 2003
- 3×3 Eyes: Jūma Hōkan (サザンアイズ～獣魔奉還～?), jeu d'aventure sorti sur Super Famicom le 22 décembre 1995
- 3×3 Eyes: Tenrinō Genmu (サザンアイズ～転輪王幻夢～?), jeu d'aventure sorti sur :
  - Windows 95 en décembre 1997
  - PlayStation le 6 août 1998
  - Windows98/2000/Me/XP le 28 février 2003
- 3×3 Eyes: Shokai gentaiban (初回限定版?), sorti le 2 novembre 2002, jeu PC accompagnant le volume 40 du manga en première édition limitée[12].

### Artbooks
- Yūzō Takada, Yuzo Takada artwork (AiEN KiEN), Tōkyo, Kōdansha, 1993, 102 p. (ISBN 978-4-06-325403-7)
C'est le tout premier livre compilant des artworks de Yūzō Takada à être publié. Avec un total de 102 pages pour la plupart en couleurs, il contient des illustrations de 3×3 Eyes, mais aussi d'anciennes séries réalisées par l'auteur auparavant, telles que Everyday is Sunday. Tous les textes sont imprimés à la fois en japonais et en anglais, et les commentaires sont très instructifs.

- Yūzō Takada, Yūzō Takada Artwork THE LAST ORDER, Kōdansha, 2000, 128 p.  (ISBN 978-4-06-330090-1)
Ce second artbook au format 37 x 26 cm couvre la période de 1988 à 1999, et comprend des illustrations de 3×3 Eyes, Blue Seed, Bannō Bunka Neko Musume, Genzo Hitogata Kiwa (Genzo le marionnettiste) et Toritsuki-kun. Le premier volume de 96 pages contient la plupart des artworks, la plupart étant basés sur 3×3 Eyes. Le format est le même qu'AiEN KiEN, mais les commentaires ne sont plus bilingues. Le deuxième livre est une collection de 32 pages poster. Les deux livres sont vendus ensemble dans un emballage plastique.

### Data books
- Yogekisha[note 2] Shinjuku Branch, 3×3 Eyes no Himitsu, Data House, 1993, 217 p.  (ISBN 978-4-88718-189-2)
Ce data book non officiel entièrement en japonais, dont le titre signifie Secrets de 3×3 Eyes apporte des réponses hypothétiques aux questions que pourraient se poser les fans de 3×3 Eyes. Il fait partie de la série de livres "Secrets de…" publiés pour plein de mangas populaires. Cependant, ce livre ne couvre que les 15 premiers volumes du manga, ce qui s'explique par sa date de sortie précoce.

- Young Magazine Editorial Department, 3×3 Eyes Yōma Daizukan, Kōdansha, 1998, 250 p.  (ISBN 978-4-06-319934-5)
3×3 Eyes Yōma Daizukan est le premier data book officiel japonais pour 3×3 Eyes, avec des descriptions d'au moins 63 personnages du manga, et une vue d'ensemble de beaucoup d'autres sujets. Il contient également 4 autocollants en couleur, des jeux comme des mots-croisés, et une nouvelle Wandering Yōma du romancier Akinori Endo. Il inclut également des dessins provenant du manga, et du fait qu'il ait été publié en 1998, il couvre les 27 premiers volumes.

- Young Magazine Editorial Department, 3×3 Eyes Another World, Kōdansha, 1999, 228 p.  (ISBN 978-4-06-334058-7)
Un an après la publication de 3×3 Eyes Yōma Daizukan arrive un nouveau data book officiel. 3×3 Eyes Another World est rempli de précieuses informations sur 3×3 Eyes, comme une longue interview avec Yūzō Takada, une vue d'ensemble de l'avancée de la création du manga, des hypothèses sur différents éléments de l'histoire, une histoire du manga et des résumés de l'intrigue, des descriptions de produits, des artworks du manga, des autocollants, ainsi que des illustrations de Paï en petite tenue…

- Yūzō Takada et Keiji Matsumoto in Young Magazine Editorial Department, 3×3 Eyes Yōma Rittai Zukan, Kōdansha, 2000, 131 p.  (ISBN 978-4-06-334297-0)
Il fait suite à 3×3 Eyes Yōma Daizukan, mais ce n'est pas vraiment un data book. C'est un livre en papier craft, qui permet de créer des monstres en 3-D à partir de sept modèles différents. Les monstres sont tous représentés sur la couverture : Takuhi, K'u-yung, Mugero, Tsou-lin, Ruru, Little Amara, et Fei-oh. Un autocollant de Paï grand format est également inclus.

### Romans
Les romans 3×3 Eyes sont écrits par Akinori Endo, le scénariste de l'anime 3×3 Eyes. Chaque roman s'accompagne d'un mini-poster et d'un marque-page. Il y a des scènes de la nouvelle série animée imprimées au coin de chaque page, et les scènes "bougent" si on les regarde en changeant rapidement de page.
- Akinori Endo, 3×3 Eyes Seima Densetsu, Kōdansha, 1995, 308 p.  (ISBN 978-4-06-324307-9)
C'est un roman basé sur le scénario des volumes 3 à 5 du manga, similaire à celui de la seconde série animée.

- Akinori Endo, 3×3 Eyes Fūma Gaiden, Kōdansha, 1997, 252 p.  (ISBN 978-4-06-324319-2)
Il s'agit d'une autre histoire originale.

- Akinori Endo, Katsumi Ishitsuka et Shinichi Kusano, 3×3 Eyes Another Story, Kōdansha, 2000, 208 p.  (ISBN 978-4-06-334293-2)
En plus d'inclure un "3-D real papercraft Fei-Oh", probablement en guise d'avant-première au Yōma Rittai Zukan (cf. supra), ce livre est une collection de sept nouvelles originales. En voici les titres :
  1. True Tale of Houasyo "White Snake Legend" (Hakujaden)
  2. The Sorrow of Salaryman Benares
  3. Yohko and Yoriko's Ghost Extermination
  4. Hān's "This is crazy! Japanese people" (Hān no "Koko ga hen da yo! Nihonjin")
  5. Demon School
  6. Pai and Yakumo's Gourmet Day
  7. Valley of Gold

### Autres
L'idée d'une série TV à la fin du manga en 2002 avait été évoquée, mais elle fut abandonnée à cause des récentes lois japonaises sur la censure.